# Ronde van Vlaanderen 1928
De 12de editie van de Ronde van Vlaanderen werd verreden op 25 maart 1928 over een afstand van 225 km met start in Gent en aankomst in Wetteren. De gemiddelde uursnelheid van de winnaar was 32,530 km/h.

## Hellingen
- Kwaremont
- Tiegemberg
- Kruisberg

## Uitslag
| Rang | Renner             | Land   | Ploeg           | Tijd     |
| ---- | ------------------ | ------ | --------------- | -------- |
| 1    | Jan Mertens        | België | Securitas       | 6.55'00" |
| 2    | August Mortelmans  | België | Touring-Pirelli | z.t.     |
| 3    | Louis Delannoy     | België | Securitas       | z.t.     |
| 4    | Lucien Buysse      | België | Automoto        | z.t.     |
| 5    | Armand Van Bruaene | België | La Nordiste     | z.t.     |
| 6    | Leander Gijssels   | België | Automoto        | op 7'30" |
| 7    | Julien Vervaecke   | België | Armor-Dunlop    | op 7'35" |
| 8    | Joseph Van Dam     | België | geen            | op 8'30" |
| 9    | Jules Deschepper   | België | Van Hauwaert    | op 8'35" |
| 10   | Raoul Degroote     | België | geen            | op 8'40" |

1913 · 
1914 · 
1915 · 
1916 · 
1917 · 
1918 · 
1919 · 
1920 · 
1921 · 
1922 · 
1923 · 
1924 · 
1925 · 
1926 · 
1927 · 
1928 · 
1929 · 
1930 · 
1931 · 
1932 · 
1933 · 
1934 · 
1935 · 
1936 · 
1937 · 
1938 · 
1939 · 
1940 · 
1941 · 
1942 · 
1943 · 
1944 · 
1945 · 
1946 · 
1947 · 
1948 · 
1949 · 
1950 · 
1951 · 
1952 · 
1953 · 
1954 · 
1955 · 
1956 · 
1957 · 
1958 · 
1959 · 
1960 · 
1961 · 
1962 · 
1963 · 
1964 · 
1965 · 
1966 · 
1967 · 
1968 · 
1969 · 
1970 · 
1971 · 
1972 · 
1973 · 
1974 · 
1975 · 
1976 · 
1977 · 
1978 · 
1979 · 
1980 · 
1981 · 
1982 · 
1983 · 
1984 · 
1985 · 
1986 · 
1987 · 
1988 · 
1989 · 
1990 · 
1991 · 
1992 · 
1993 · 
1994 · 
1995 · 
1996 · 
1997 · 
1998 · 
1999 · 
2000 · 
2001 · 
2002 · 
2003 · 
2004 · 
2005 · 
2006 · 
2007 · 
2008 · 
2009 · 
2010 · 
2011 · 
2012 · 
2013 · 
2014 · 
2015 · 
2016 · 
2017 · 
2018 · 
2019 · 
2020 · 
2021 · 
2022 · 
2023 · 
2024
Lijst van beklimmingen